# Championnats d'Amérique centrale et des Caraïbes d'athlétisme juniors
 (septembre 2011).
Si vous disposez d'ouvrages ou d'articles de référence ou si vous connaissez des sites web de qualité traitant du thème abordé ici, merci de compléter l'article en donnant les références utiles à sa vérifiabilité et en les liant à la section « Notes et références ».
Les Championnats d'Amérique centrale et des Caraïbes d'athlétisme juniors (parfois abrégés Championnats CAC juniors) sont une compétition d'athlétisme qui se déroule tous les deux ans. Ils récompensent les meilleurs athlètes juniors de la région, soit ceux de moins de 21 ans. La 18e édition s'est tenue du 3 juillet 2010 au 5 juillet 2010 à Saint-Domingue, en République dominicaine dans l'Estadio Olímpico Félix Sánchez. 
L'édition de 2014 des championnats CAC juniors s'est tenue au Complejo Deportivo Bicentenario de Morelia, Michoacán, Mexique entre le 4 et le 6 juillet 2014.
Depuis 2017, les CAC juniors sont remplacés par les Championnats junior de la NACAC.
| N° | Édition        | Ville          | Pays                   | Date                   | Stade                                        | Athlètes | Épreuves |
| -- | -------------- | -------------- | ---------------------- | ---------------------- | -------------------------------------------- | -------- | -------- |
| 1  | 1974           | Maraicabo      | Venezuela              | 12 au 15 décembre      |                                              | 196      | 36       |
| 2  | 1976           | Xalapa         | Mexique                | 26 au 29 août          |                                              | 127      | 57       |
| 3  | 1978           | Xalapa         | Mexique                | 25 au 28 août          |                                              | 293      | 69       |
| 4  | 1980           | Nassau         | Bahamas                | 22 au 25 août          |                                              | 263      | 73       |
| 5  | 1982           | Bridgetown     | Barbade                | 23 au 25 juillet       |                                              | 320      | 75       |
| 6  | 1984           | San Juan       | Porto Rico             | 21 au 24 juin          |                                              | 355      | 75       |
| 7  | 1986           | Mexico         | Mexique                | 26 au 29 juin          |                                              | 262      | 74       |
| 8  | 1988           | Nassau         | Bahamas                | 30 juin au 2 juillet   |                                              | 223      | 74       |
| 9  | 1990           | La Havane      | Cuba                   | 6 au 8 juillet         |                                              | 406      | 77       |
| 10 | 1992           | Tegucigalpa    | Honduras               | 10 au 12 juillet       |                                              | 304      | 79       |
| 11 | 1994           | Port-d'Espagne | Trinité-et-Tobago      | 8 au 10 juillet        |                                              | 377      | 79       |
| 12 | 1996           | San Salvador   | Salvador               | 14 au 16 juillet       |                                              | 524      | 78       |
| 13 | 1998           | George Town    | Îles Caïmans           | 10 au 12 juillet       | Truman Bodden Sports Complex                 | 361      | 79       |
| 14 | 2000           | San Juan       | Porto Rico             | 14 au 16 juillet       | Estadio Sixto Escobar                        | 422      | 80       |
| 15 | 2002           | Bridgetown     | Barbade                | 5 au 7 juillet         | National Stadium                             | 445      | 69       |
| 16 | 2004           | Coatzacoalcos  | Mexique                | 25 au 27 juin          | Estadio Rafael Hernández Ochoa               | 411      | 81       |
| 17 | 2006           | Port-d'Espagne | Trinité-et-Tobago      | 14 au 16 juillet       | Hasely Crawford Stadium                      | 449      | 81       |
| 18 | 2010           | Saint-Domingue | République dominicaine | 2 au 4 juillet         | Stade olympique Felix Sanchez                | 500      | 80       |
| 19 | 2012           | San Salvador   | Salvador               | 29 juin au 1er juillet | Stade national Flor Blanca "Mágico González" | 467      | 86       |
| 20 | 2014           | Morelia        | Mexique                | 4 au 6 juillet         | Complejo Deprtivo Bicentenario               |          |          |
| 21 | 2016 (annulée) | San José       | Costa Rica             | 20 au 22 mai           | Stade national de Costa Rica                 |          |          |